# Пергентин
Пергентин (умучен ок. 250 года) — святой мученик из Ареццо. День памяти — 3 июня.
Святой Пергентин пострадал вместе со своим братом, святым Лаврентином. Он был обезглавлен во времена римского императора Декия ок. 250 года.
Согласно мартирологу св. Иеронима, его память совершается 3 июня.
Святые Лаврентин и Пергентин почитаются святыми покровителями города Ареццо и квартала Порта ди Форо, на территории которого, в городской стене находится церковь, освящённая в честь этих святых.